# Крістофер Дуенас
Крістофер Дуенас (22 жовтня 1991) — гуамський плавець.
Учасник Олімпійських Ігор 2008, 2012 років.